# Kabinett Gerard Batliner I
Das Kabinett Gerard Batliner I war von 16. Juli 1962 bis 16. Juni 1965 die 9. amtierende Regierung des Fürstentums Liechtenstein unter Vorsitz von Gerard Batliner (FBP) in seiner ersten Amtszeit als Regierungschef.
Nach der Landtagswahl am 25. März 1962  bildeten die Fortschrittliche Bürgerpartei (FBP) und die Vaterländische Union (VU) eine Koalitionsregierung, die im Landtag des Fürstentums Liechtenstein zusammen alle 15 Sitze einnahm.
Die Regierung bereitete den Beitritt Liechtensteins zum Europarat vor. 
In die Amtszeit des Kabinetts fielen außerdem die Errichtung der Liechtensteinischen Musikschule 1963 und des Kultur- und Jugendbeirats 1964.

## Kabinettsmitglieder
|                               | Bild                                       | Name            | Amtszeit                      | Landschaft | Ressort                                                    |
| Regierungschef                |                                            |                 |                               |            |                                                            |
|                               | Regierungschef-Stellvertreter Josef Büchel | Gerard Batliner | 16. Juli 1962 – 16. Juni 1965 | Unterland  | - Präsidium - Äusseres - Finanzen - Bildungswesen - Kultur |
| Regierungschef-Stellvertreter |                                            |                 |                               |            |                                                            |
|                               | Regierungschef-Stellvertreter Josef Büchel | Josef Büchel    | 16. Juli 1962 – 16. Juni 1965 | Oberland   | ?                                                          |
| Regierungsräte                |                                            |                 |                               |            |                                                            |
|                               | Regierungsrat Josef Oehri                  | Josef Oehri     | 16. Juli 1962 – 16. Juni 1965 | Unterland  | - Bauwesen                                                 |
|                               | Regierungsrat Alois Vogt                   | Alois Vogt      | 16. Juli 1962 – 16. Juni 1965 | Oberland   | ?                                                          |